# Alton, New Hampshire
Alton är en kommun (town) i Belknap County i delstaten New Hampshire, USA med 5 250 invånare (2010). Den har enligt United States Census Bureau en area på totalt 212,9 km² varav 49,63 km² är vatten.